# Erythronium mesochoreum
Erythronium mesochoreum ist eine Pflanzenart aus der Gattung der Zahnlilien (Erythronium).

## Merkmale
Die Zwiebeln sind 10 bis 25 Millimeter groß und eiförmig bis mehr oder weniger kugelförmig. Die Blätter sind 5 bis 14 Zentimeter lang. Die Blattspreite ist grün, meist gefleckt, elliptisch-lanzettlich bis eiförmig-lanzettlich, längsgefaltet, bereift, an Grund und Rand manchmal purpur-braun und mit glattem Rand. Der Schaft ist 5 bis 15 Zentimeter lang. Der Blütenstand ist einblütig.
Die Blütenblätter sind 15 bis 30 Millimeter groß, lanzettlich, weiß, auf der Blattunterseite rosa, blau oder lavendelfarben und auf der Blattoberseite mit einem gelben Fleck an der Basis. Öhrchen sind nicht vorhanden. Die Staubblätter sind 8 bis 12 Millimeter groß. Die Staubfäden sind lanzettlich und gelb. Die Staubbeutel und der Pollen sind gelb. Die Griffel sind 7 bis 10 Millimeter groß und weiß. Die Lappen der Narbe sind 1 bis 1,5 Millimeter lang und umgebogen. Die Kapseln sind 10 bis 15 Millimeter groß und eiförmig. Die Samen besitzen Elaiosomen und werden durch Ameisen verbreitet.
Die Blütezeit liegt im Frühling.
Die Chromosomenzahl beträgt 2n = 22.

## Vorkommen
Erythronium mesochoreum kommt in den US-Bundesstaaten Arkansas, Illinois, Iowa, Kansas, Missouri, Nebraska, Oklahoma und Texas vor. Die Art wächst in der Prärie, auf Lichtungen und in trockenen, offenen Wäldern in Höhenlagen von 100 bis 700 Meter. Gelegentlich ist sie auch auf Weiden zu finden.

## Belege
- Erythronium mesochoreum in der Flora of North America (Zugriff am 31. Oktober 2010)